# 8465 Bancelin
8465 Bancelin è un asteroide della fascia principale. Scoperto nel 1981, presenta un'orbita caratterizzata da un semiasse maggiore pari a 3,1644677 UA e da un'eccentricità di 0,1539863, inclinata di 6,38481° rispetto all'eclittica.